# LP 768-500
LP 768-500 és la designació d'una estrella descoberta per Wilhelm J. Luyten en la seva recerca d'estrelles d'alt moviment, pròpia de les dècades de 1950 i 1960. Es tracta d'una estrella nana blanca de la constel·lació de Cetus, i va ser descoberta en novembre de 1963. És una de les estrelles més petites i més denses conegudes, amb un diàmetre calculat de 1.400 km aprox. Una altra de les estrelles més petites (amb exclusió de les estrelles de neutrons) és LP 327-16, també descoberta per Luyten en maig del 1962 a Minneapolis, amb un diàmetre estimat de 1.700 km (la meitat de la mida de la Lluna).
Aquesta estrella dèbil té un moviment propi anual d'1,18"/ any. RA a 188° (angle de posició). A causa de la seva grandària increïblement petita i de les masses, 768-500 LP té una densitat de 18.000 tones per centímetre cúbic.

## Matèria degenerada

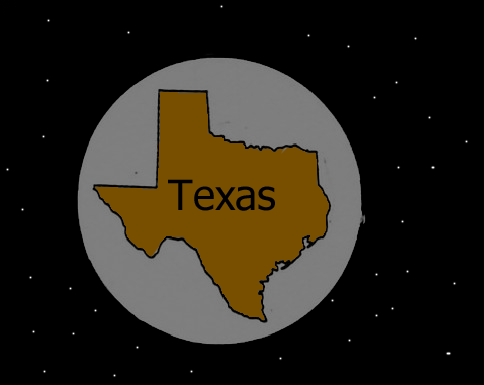
Comparació de mida entre LP 768-500 i Texas.

La degeneració és un estat de la matèria en què les úniques forces que actuen són les dels efectes quàntics. La degeneració es produeix després d'un col·lapse gravitacional, en el qual els electrons són arrencats dels seus àtoms d'acollida, de manera que els electrons i els nuclis atòmics només poden existir en un estat d'alta densitat, molt junts. A mesura que augmenta la densitat, el nombre d'electrons per unitat de volum augmenta fins a un punt en el qual poden exercir una pressió considerable. Aquesta pressió és el resultat de les lleis de la mecànica quàntica. A diferència de la pressió normal, la pressió quàntica és independent de la temperatura, i depèn enterament de la densitat. Amb les densitats típiques de les nanes blanques (10,7 kg/m³, o més) és suficient per contrarestar la força de gravetat i, així, s'evita que l'estrella es col·lapsi més.
Per sobre d'un cert límit de massa estel·lar (1,44 M⊙, el límit de Chandrasekhar), l'equilibri no pot mantenir-se entre la gravetat que tira cap a l'interior de l'estrella i la pressió de degeneració d'electrons cap a l'exterior. L'estrella hauria de caure encara més per a esdevenir una estrella de neutrons. És llavors que la pressió exercida per la degeneració dels neutrons atapeïts equilibra la força gravitacional. Un exemple d'una estrella de neutrons és el nucli col·lapsat que resta de l'estrella massiva, que va donar lloc a l'explosió de la supernova del 4 de juliol de 1054, i de la qual resultà un romanent a la nebulosa del Cranc, a Taure.